# Parambassis pulcinella
Parambassis pulcinella е вид лъчеперка от семейство Ambassidae.

## Разпространение
Видът е разпространен в Мианмар и Тайланд.